# Jean-Marc Ardiet-Gaboyer
Jean-Marc Ardiet-Gaboyer es un escultor y pintor francés, nacido el 27 de octubre de 1950 en París, residente en Saint-Laurent-en-Grandvaux Jura . 

## Datos biográficos
Se instaló en Jura, de donde era originario su familia paterna, en la población de Saint-Laurent-en-Grandvaux a partir de 1982. Había estudiado dibujo y decoración en París , y después pintura y publicidad en la escuela Brassart de Tours.
Está también muy interesado en la fotografía y ha expuesto en numerosas ocasiones sus fotos.
Jean-Marc Ardiet-Gaboyer fue alumno del pintor Jean Abadie.

## Exposiciones
- Exposiciones colectivas e individuales en Francia y en el extranjero.

## Algunos Premios
- 1970 Primer premio nacional cartel ATAM
- 1979 Primer premio jumelage européen (Villa de París -Poste allemande) por la cubierta de un libro
- 1980 Premio del público foto club de la Isla de Francia
- 1997 Incluido entre los 12 laureados en el concurso nacional « Trophées innovation » organizado por el AVIP (más de 2400 participantes)
- 1998 Primer premio de escultura del ADAJ